# Body Electric (canção)
"Body Electric" é uma canção da cantora norte-americana Lana Del Rey, gravada para o relançamento de seu segundo álbum de estúdio, intitulado Born to Die - The Paradise Edition. A canção também foi incluída em seu terceiro EP Paradise. Liricamente, a canção faz referências a Jesus Cristo, Elvis Presley, Marilyn Monroe e Walt Whitman.

## Composição
A canção "Body Electric", faz referências a Jesus Cristo, Elvis Presley, Marilyn Monroe e Walt Whitman quando ela canta dizendo que, "Elvis é o meu pai, Marilyn é minha mãe, Jesus é meu melhor amigo". No refrão, ela alude Whitman o chamando de pai, e cantando "I sing the body electric", em relação ao poema do mesmo nome de Whitman, I Sing the Body Electric, da coleção Leaves of Grass.Anteriormente, Del Rey já havia citado Whitman como uma inspiração e como instrumento para sua composição.

## Recepção da crítica
Em uma revisão faixa a faixa de Paradise, John Bushum do Allmusic destacou o conteúdo lírico do extended play. Por exemplo, ele destacou a letra de "Body Electric", que afirmam: "Elvis é meu pai, Marilyn é minha mãe. Jesus é meu melhor amigo e nós descemos todas as sextas, solto como se fosse quente ao pálido luar", ele chamou a canção de "clichê" e "infantil" e que é uma tendência que permanece todo o álbum.Em uma nota positiva, Bush propôs que "Blue Velvet" provou que Del Rey foi mais do que capaz de se realizar vocalmente quando dado conteúdo de bom gosto.

## Desempenho nas tabelas musicais

### Posições
| Tabelas musicais (2012)         | Melhor posição |
| ------------------------------- | -------------- |
| França (SNEP)                   | 103            |
| Reino Unido (UK Singles Charts) | 160            |